# السكك الحديدية القرغيزية

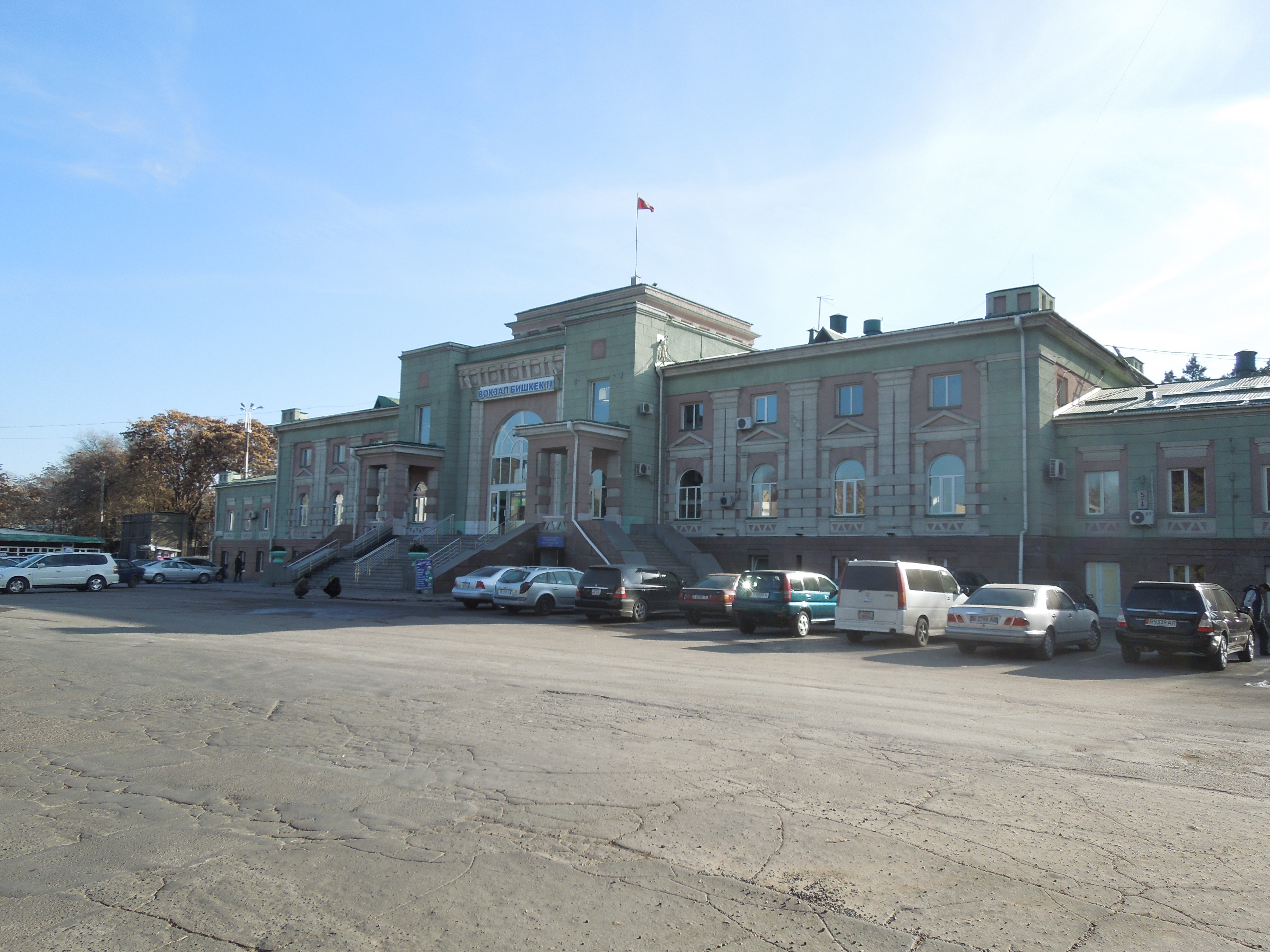
محطة سكة حديد بشكيك -2

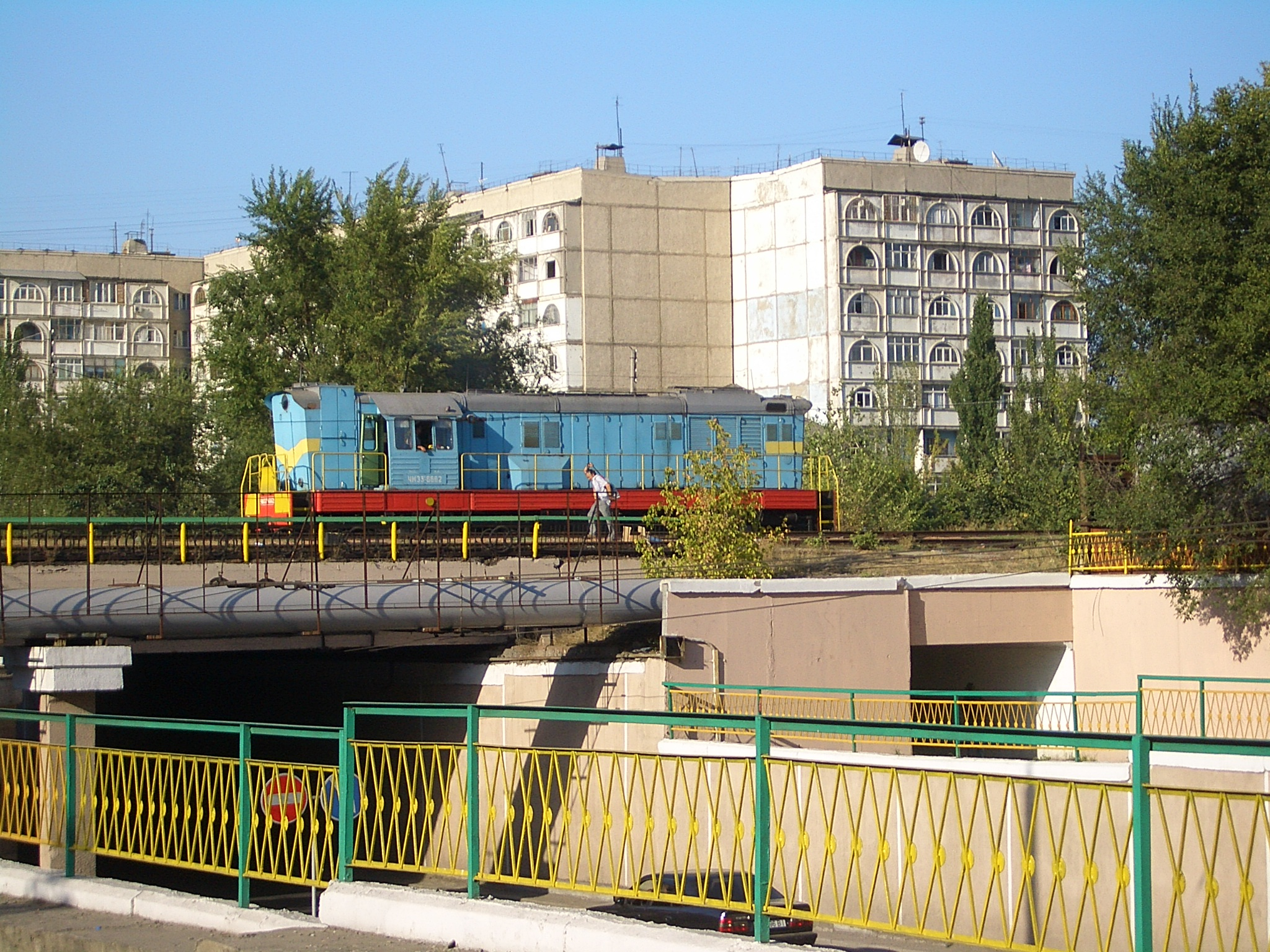
قاطرة ديزل على جسر في بيشكيك

السكك الحديدية القرغيزية (KTJ) هي المطور الوطني للسكك الحديدية في قيرغيزستان.

## مسارات الشبكة ونقل البضائع
تشغل السكك الحديدية القرغيزية حوالي 320 كم من خطوط المسار الفردي (بطول إجمالي 428 كم). بعد انهيار الاتحاد السوفيتي ، حصلت قرغيزيا للسكك الحديدية على 2500 سيارة شحن و 450 سيارة ركاب و 50 قاطرة من السكك الحديدية السوفيتية.  وعلى الرغم من ذلك، تسببت الأزمة المالية عام 1998 بتخفيض الانفاق على السكك الحديدية بشكل كبير.

## حركة المرور
تبلغ حركة الشحن الآن 13٪ فقط من مستواها مقارنة بالعام 1990، بما يعادل 330 مليون كيلومتر مكعب في عام 2001 ، مقارنةً بـ 2.620 مليون كيلومتر مكعب في عام 1990ولا زالت هذه النسبة في تراجع. تمثل حركة المسافرين حاليا ما يعادل 25٪ فقط مما كانت عليه في عام 1990. في حين أن خدمات الشحن مربحة ، ولكن خدمات نقل الركاب تتكبد خسائر فادحة، نظرًا لتحكم لجنة مكافحة الاحتكار بالاسعار.

## الكهربة
في عام 2008 ، تم الإعلان عن بدء العمل على كهربة (تحويل خط سكة الحديد لتعمل على القطارات الكهربائية)الخط الذي يربط العاصمة بشكيك بشبكة السكك الحديدية في كازاخستان . 

## شبك السكك الحديدية مع الدول المجاورة
- كازاخستان - نعم - فرع بشكيك - نفس المقياس
- أوزبكستان - نعم - فرع أوش - نفس المقياس
- طاجيكستان - لا نفس المقياس
- الصين - لا - كسر المقياس 1٬520 مليمتر (4 قدم (وحدة قياس) 115⁄6 بوصة) / 1٬435 مليمتر (4 قدم (وحدة قياس) 81⁄2 بوصة)

## روابط خارجية
- معرض الصور
- السكك الحديدية الرسمية قرغيزستان الموقع